# 1826 au royaume uni des Pays-Bas
Chronologie des Pays-Bas
- 1822
- 1823
- 1824
- 1825
- 1826
- 1827
- 1828
- 1829
- 1830

Cette page recense des événements qui se sont produits durant l'année 1826 du calendrier grégorien dans le royaume uni des Pays-Bas.

## Chronologie

### Avril
- Printemps 1826 : début de l'Épidémie de Groningue, une épidémie de fièvre intermittente qui frappe le nord du pays et une partie de la Prusse. À Groningue, 2 844 personnes (soit près de 10 % de la population totale) meurent des suites de la maladie.

### Juin
- 6 juin : fondation des Verreries et Établissements du Val Saint-Lambert à Seraing.

### Septembre
- 19 septembre : Une explosion se produit à Ostende vers dix heures et demie du matin, dans magasin à poudre des nouvelles casernes qui abritaient alors un bataillon de la 6e Afdeeling des forces armées du Royaume uni des Pays-Bas, alors en manœuvre hors de la ville. Il y a 20 morts et près de 200 blessés, dans le quartier d'Hargras[1].

### Octobre

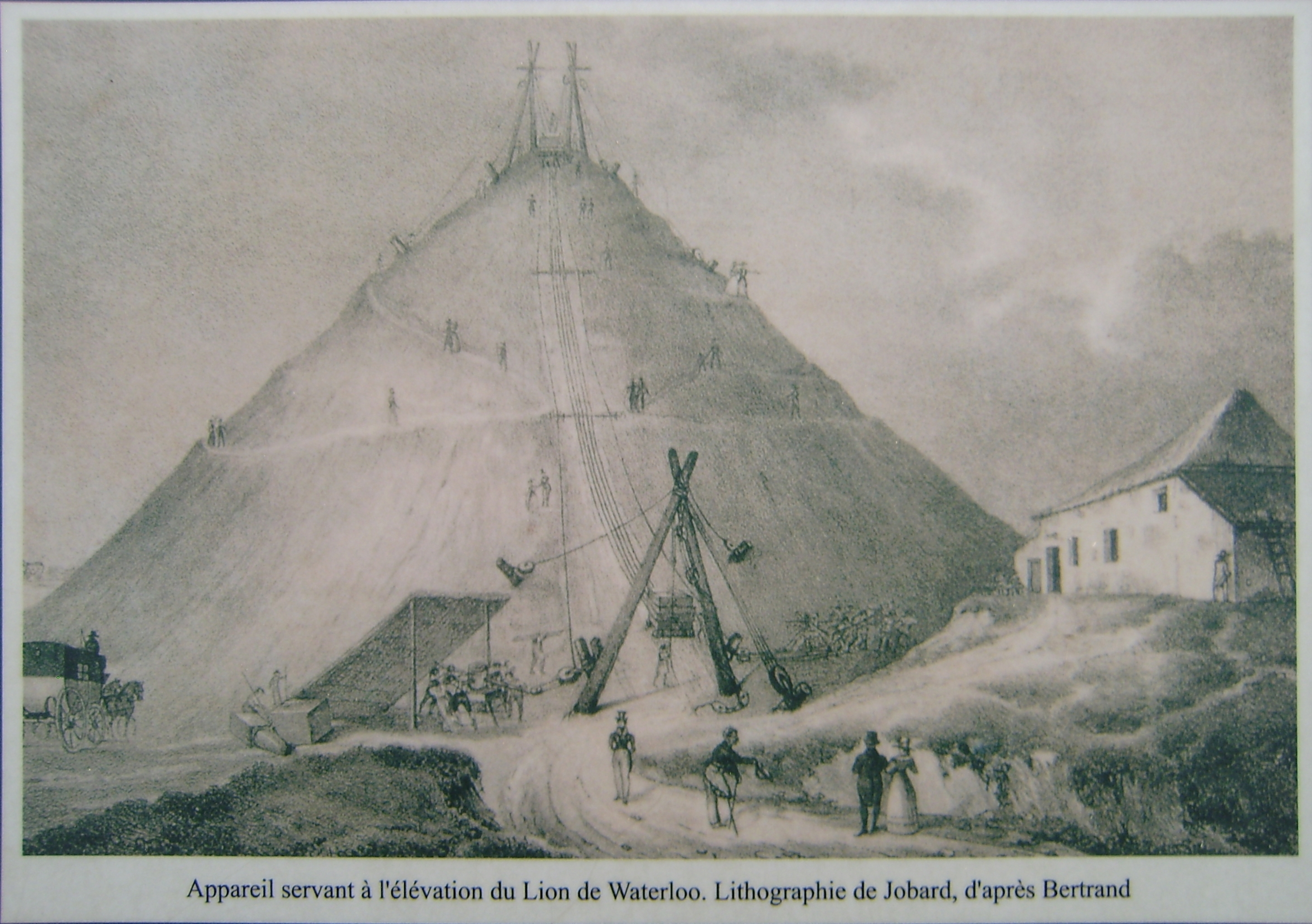
La Butte du Lion en construction (gravure de 1825).

- 28 octobre : le lion est installé en haut de la Butte du Lion, à Braine-l'Alleud, sur le site de la bataille de Waterloo, .

## Culture

### Architecture

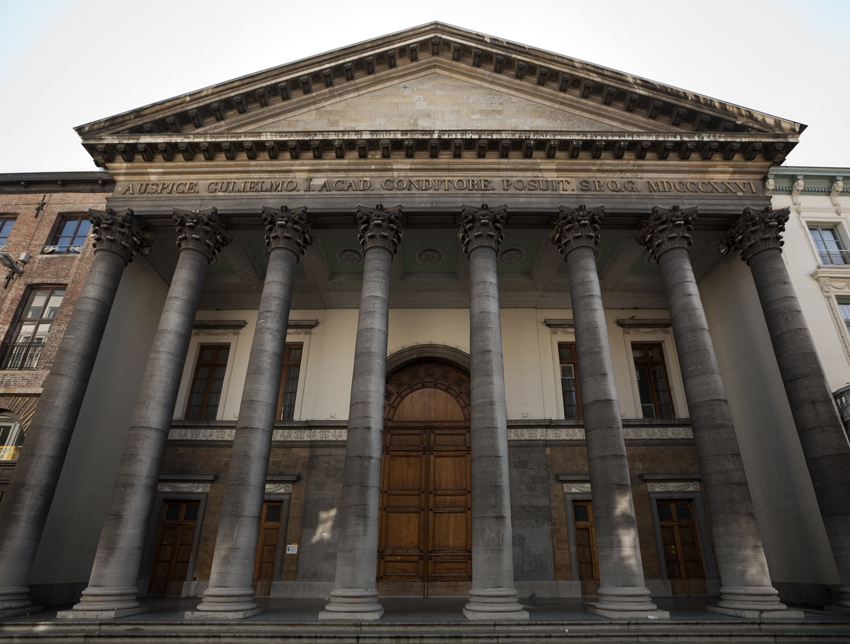
Aula de l'université de Gand
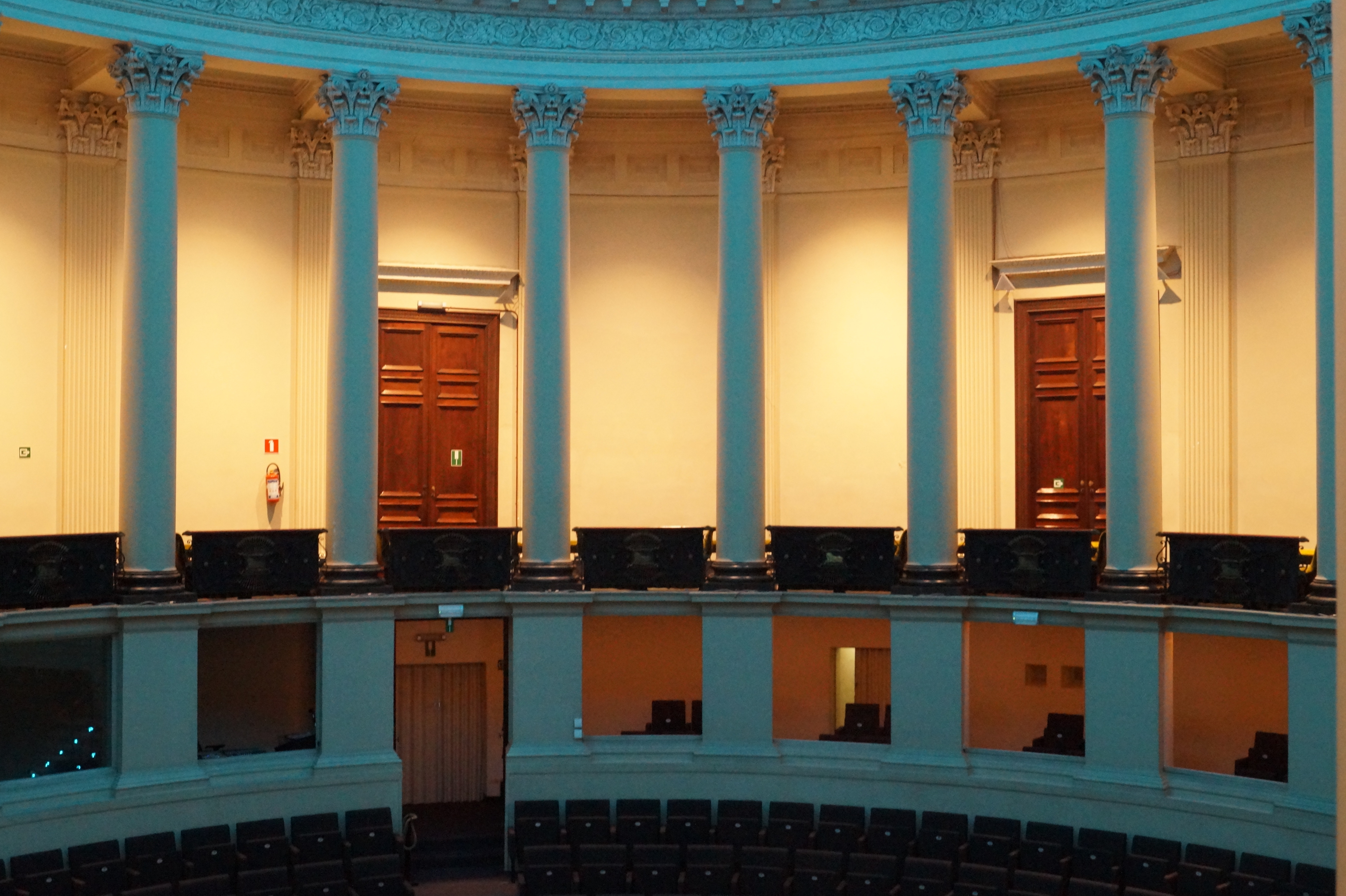
Intérieur de l'Aula de l'université de Gand
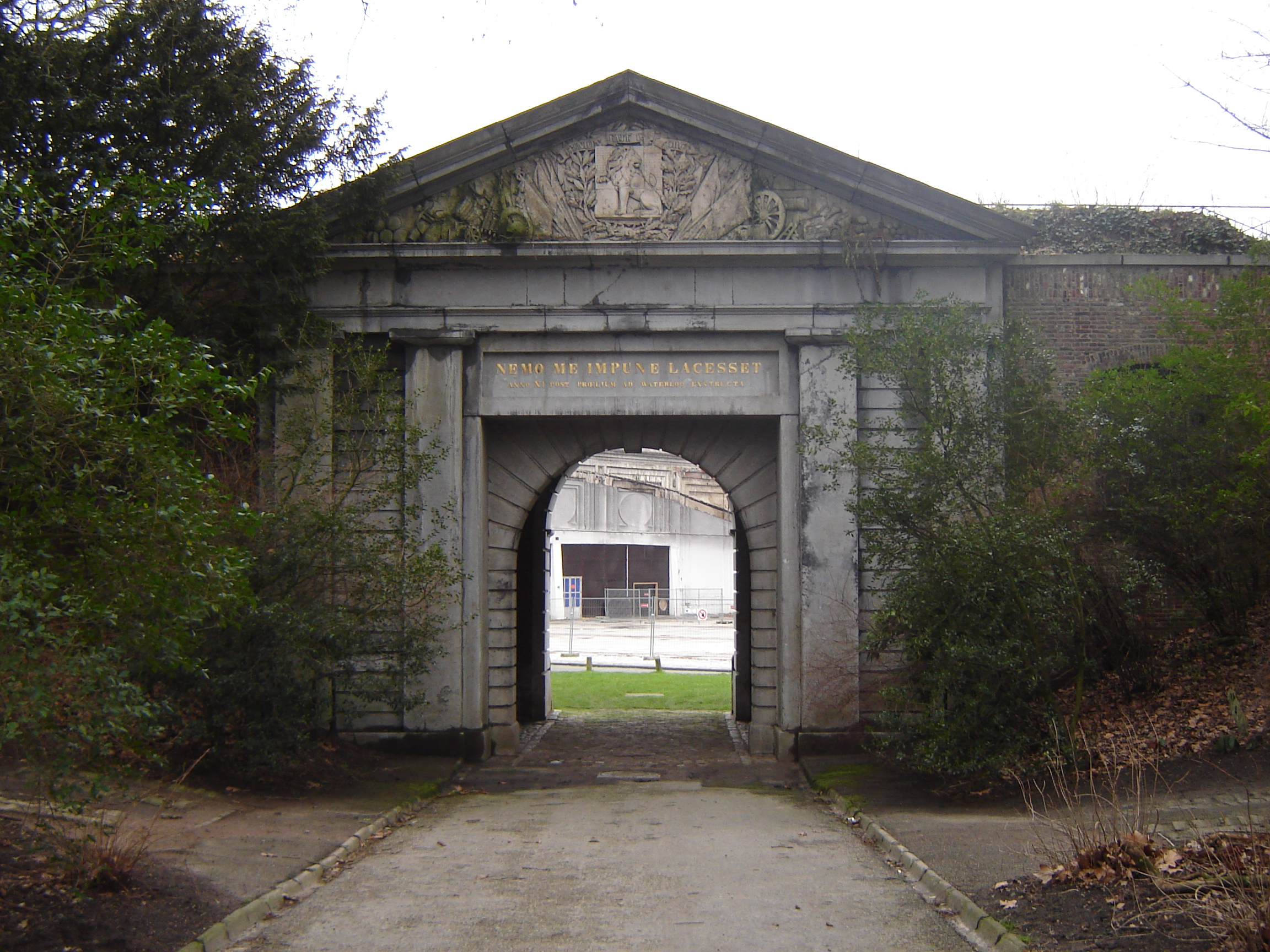
Citadelle de Gand
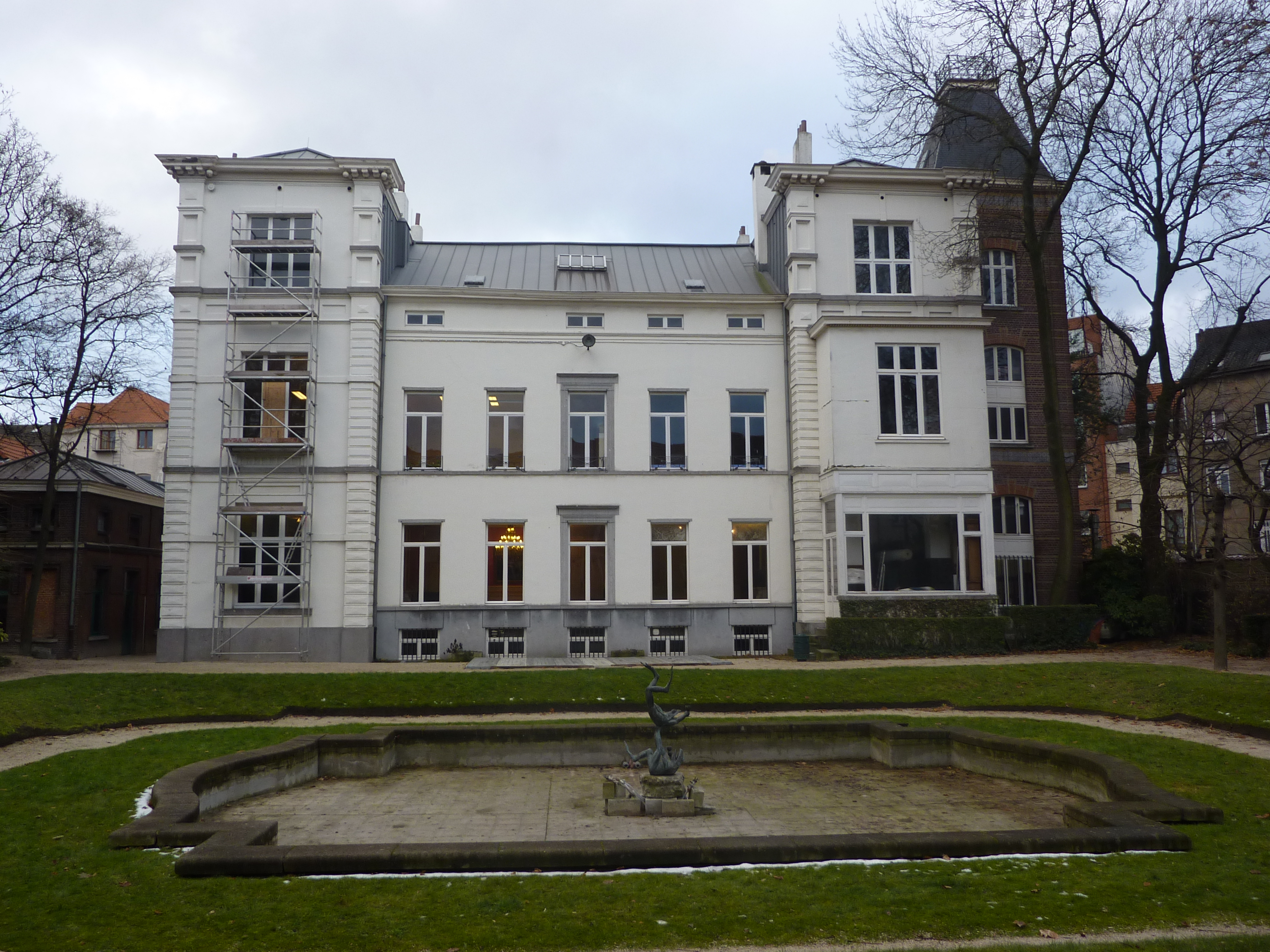
Château Terlinden-Eenens à Schaerbeek

## Économie
- Ouverture du Canal Pommerœul-Antoing

## Naissances
- 24 février : Constantijn Theodoor van Lynden van Sandenburg, homme politique néerlandais  († 18 novembre 1885).
- 4 avril :
  - Constant Claes, peintre belge († 1905).
  - Zénobe Gramme, électricien et inventeur belge († 20 janvier 1901).

## Décès
- 25 mai : Christian Friedrich Ruppe, compositeur et musicien néerlandais d'origine allemande (° 22 août 1753).